# 贾尔格拉姆
贾尔格拉姆（Jhargram），是印度西孟加拉邦Medinipur县的一个城镇。总人口53158（2001年）。

## 人口
该地2001年总人口53158人，其中男性27149人，女性26009人；0—6岁人口5646人，其中男2923人，女2723人；识字率76.46%，其中男性为81.79%，女性为70.89%。